# رون كلاين
رون جيسون كلاين (بالإنجليزية: Ron Klein )‏ (و. 1957 – م) هو سياسي ومحامي من الولايات المتحدة الأمريكية، ولد في كليفلاند أوهايو، وهو عضوٌ في الحزب الديمقراطي الأمريكي. كان عضو سابق في مجلس النواب الأمريكي للمنطقة الإنتخابية رقم 22 في فلوريدا. وعضو في الحزب الديمقراطي ويرأس المجلس اليهودي الديمقراطي في الولايات المتحدة. خدم سابقًا في مجلس النواب في فلوريدا ومجلس الشيوخ في فلوريدا.  في 12 نوفيمبر 2020 أختاره الرئيس الأمريكي المنتخب جو بايدن كرئيس لموظفي البيت الأبيض. 

## حياته وتعليمه
ولد كلاين في كليفلاند بولاية أوهايو. تخرج من مدرسة كليفلاند هايتس الثانوية في عام 1975 ، والتحق بجامعة ولاية أوهايو ، وتخرج بدرجة البكالوريوس في الآداب في العلوم السياسية في عام 1979. وأثناء وجوده في ولاية أوهايو ، أصبح كلاين عضوًا في جمعية ألفا إيبسيلون [الإنجليزية] . أمضى كلاين أيضًا وقتًا أثناء الكلية كمتدرب في الجمعية العامة لأوهايو. التحق كلاين بكلية الحقوق في جامعة كيس وسترن ريسرف وتخرج بدرجة دكتوراه في القانون عام 1982.

## ولاية فلوريدا التشريعية
في عام 1992 ، فاز كلاين في الانتخابات التمهيدية للحزب الديمقراطي على ستيف بريس الذي شغل هذا المنصب لمدة عشر سنوات وليفوز بمقعد في مجلس النواب في فلوريدا. [3] اُنتخب كلاين لعضوية مجلس شيوخ فلوريدا في عام 1996.